# ナバカリス
ナバカリス（英語: Nabaclis, Nabacalis）は、ガイアナのデメララ＝マハイカ州の都市。西をゴールデン・グローブ（Golden Grove）、東をコーヴ・アンド・ジョンと接し、首都ジョージタウンからは直線距離で約20キロメートル離れている。大西洋沿いの低地に位置し、雨季になるとしばし洪水被害に見舞われる。人口は1,527人（2012年国勢調査）
村の伝承によると、植民地時代の村の指導者名簿の作成に反発した住民のシュプレヒコール「nah back d list」が短縮され、村の名前になったという。
村の主な経済活動は中小企業と農業で、多くの世帯が仕送りに頼っている。
ロンドンに拠点を置くシリル・チャールズ・ニコルソン財団からの資金提供を受け、1994年にCCニコルソン博士病院が開院した。2003年以降ナバカリスおよび近隣の都市に対し首都ジョージタウンと同等の医療サービスを提供する地域病院になるべく改修が行われているが、2012年の時点では24時間医師が常駐していなかった。

## 出身人物
- エマーソン・サミュエルズ（英語版） - 画家“Samuels made a distinguished contribution to Guyanese art Castellani House”.   Guyana: Land of Six Peoples (2003年8月17日). 2024年1月18日閲覧。
- ルドルフ・ダンバー（英語版） - 指揮者[6]